# 어니스트 쉴즈

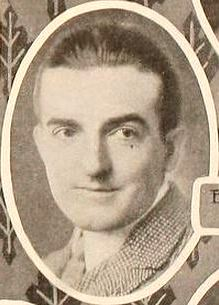

어니스트 쉴즈(Ernest Shields, 1884년 8월 5일 ~ 1944년 12월 13일)는 미국의 배우이다.
시카고에서 태어났으며 로스앤젤레스에서 사망하였다.

## 영화
- 내 사랑 마녀 (1942년)
- 스파이더스 웹 (1938년)
- 프라우 앤 더 스타 (1936년)
- 굽이도는 증기선 (1935년)
- 뮤직 이즈 매직 (1935년)
- 프리스트 판사 (1934년)